# Pseudohydromys occidentalis
Pseudohydromys occidentalis is een knaagdier uit het geslacht Pseudohydromys dat voorkomt op Nieuw-Guinea. Deze soort is alleen bekend van de Snow Mountains in Papoea. Een vermeende populatie in de Victor Emmanuel Range in westelijk Papoea-Nieuw-Guinea is in feite een aparte, onbeschreven soort. De maaginhoud van een onderzocht exemplaar bestond voor 2,7% uit plantaardig materiaal en voor 92% uit insecten (waarvan 12% vlinders).
Deze soort lijkt sterk op P. murinus, die verder naar het oosten voorkomt. P. occidentalis heeft echter een grijze vacht, anders dan de bruinere P. murinus. Ook heeft P. occidentalis een witte vlek op de borst, anders dan zijn verwant, is hij groter en is de staart lichter. De kop-romplengte bedraagt 99 tot 100 mm, de staartlengte 85 tot 100 mm, de achtervoetlengte 19,5 tot 21 mm, de oorlengte 12 mm en het gewicht 19 tot 24 gram.
Pseudohydromys ellermani · Pseudohydromys fuscus · Pseudohydromys germani · Oostelijke neusmuis (Pseudohydromys murinus) · Pseudohydromys occidentalis